# 齊藤啓輔
齊藤 啓輔（さいとう けいすけ、1981年11月2日 - ）は、日本の政治家、外務官僚。北海道余市町長（2期）。

## 来歴
北海道紋別市渚滑生まれ。函館ラ・サール高等学校卒業。2004年（平成16年）3月、早稲田大学第一文学部卒業。同年4月、外務省に入省。在ロシア日本国大使館、在ウズベキスタン日本国大使館、在ウラジオストク日本国総領事館などに勤務。2014年（平成26年）、総理大臣官邸国際広報室に出向。2016年（平成28年）地方創生人材支援制度の一環として、天塩町副町長に就任。
2018年（平成30年）、自由民主党の中村裕之衆議院議員に余市町長選挙への立候補を打診され、6月29日に出馬表明。同日付で任期満了により天塩町副町長を退任。外務省も退職。
同年8月26日に行われた町長選挙に自民党の推薦を受けて立候補。町職員労組などの推薦と立憲民主党や共産党などの支援を受けた前余市町経済部長の細山俊樹を破り、初当選を果たした。9月5日、町長就任。11月6日、町長選で対立候補だった細山を副町長に起用する人事案を臨時町議会に提案し、可決された。
※当日有権者数：16,398人 最終投票率：66.54%（前回比：＋0.99pts）
| 候補者名 | 年齢 | 所属党派 | 新旧別 | 得票数  | 得票率 | 推薦・支持         |
| -------- | ---- | -------- | ------ | ------- | ------ | ------------------ |
| 齊藤啓輔 | 36   | 無所属   | 新     | 6,407票 | 59.05% | （推薦）自由民主党 |
| 細山俊樹 | 56   | 無所属   | 新     | 4,443票 | 40.95% |                    |

2022年（令和4年）の町長選挙は無投票で再選した。